# Cours d'eau

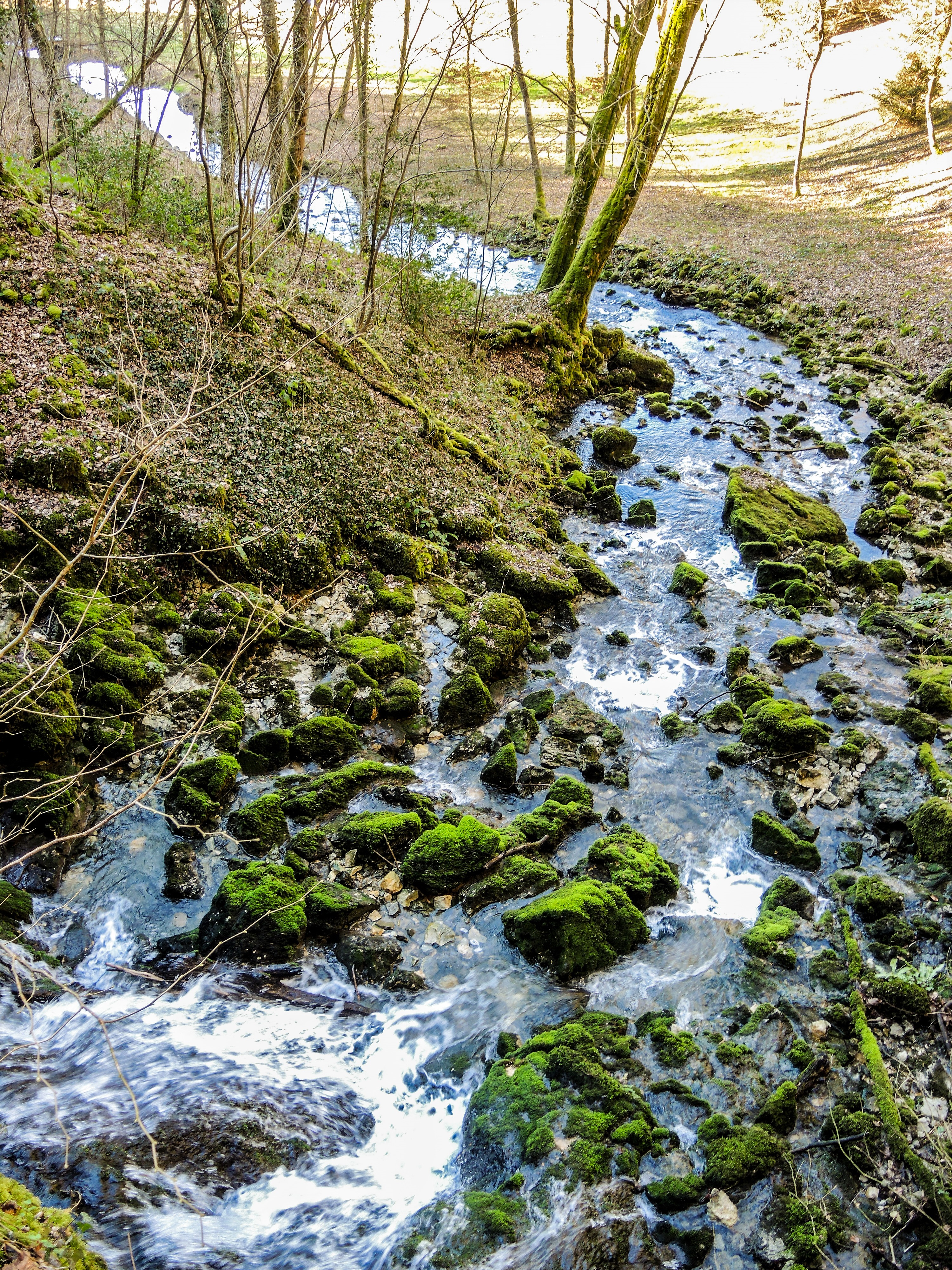
La plupart des cours d'eau naissent de sources et ruisseaux (et parfois de résurgences souterraines).

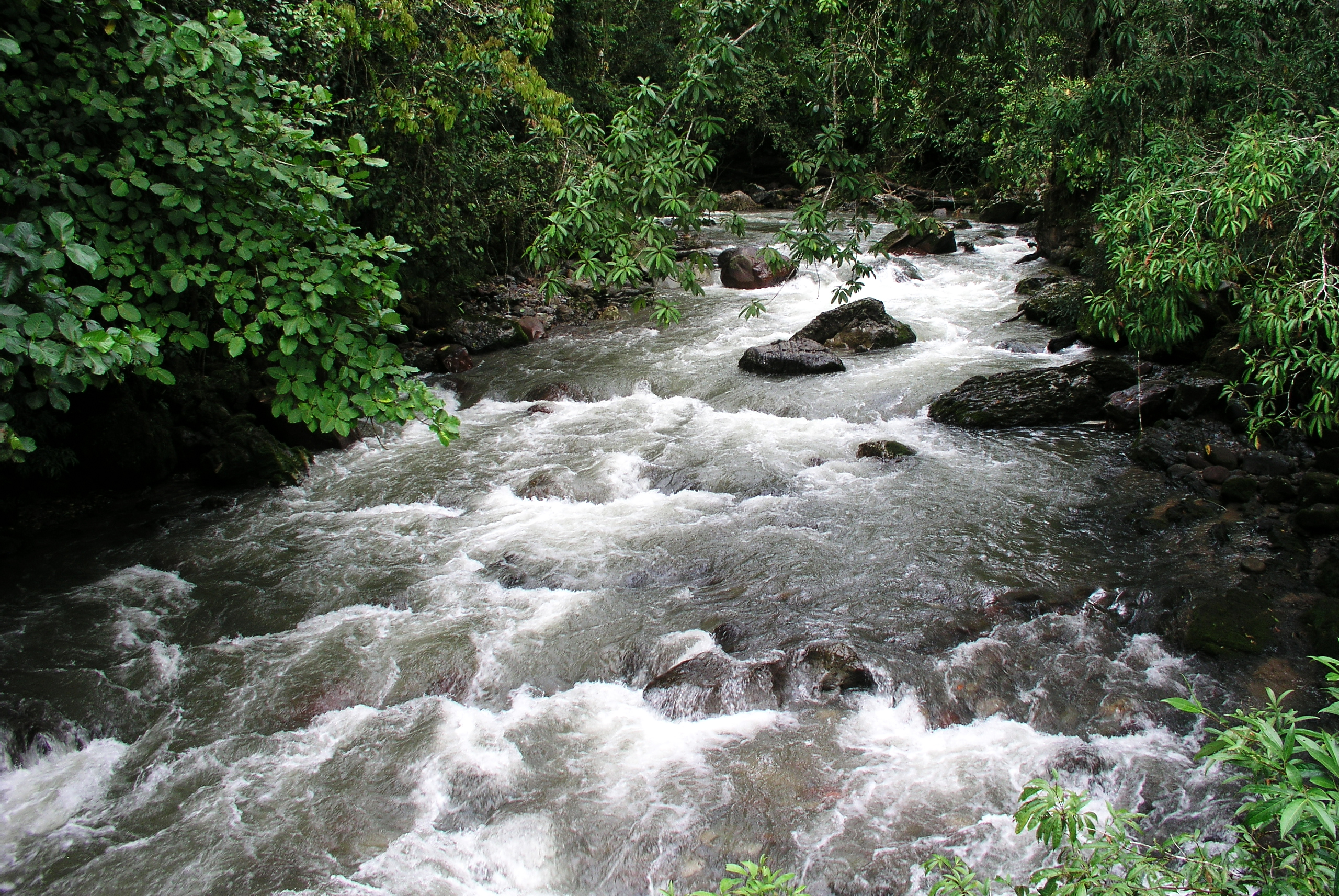
Le cours d'eau est généralement ensuite torrentueux (ici Rio Naranjillo au pont de San Carlos (Rioja, San Martin, Pérou).

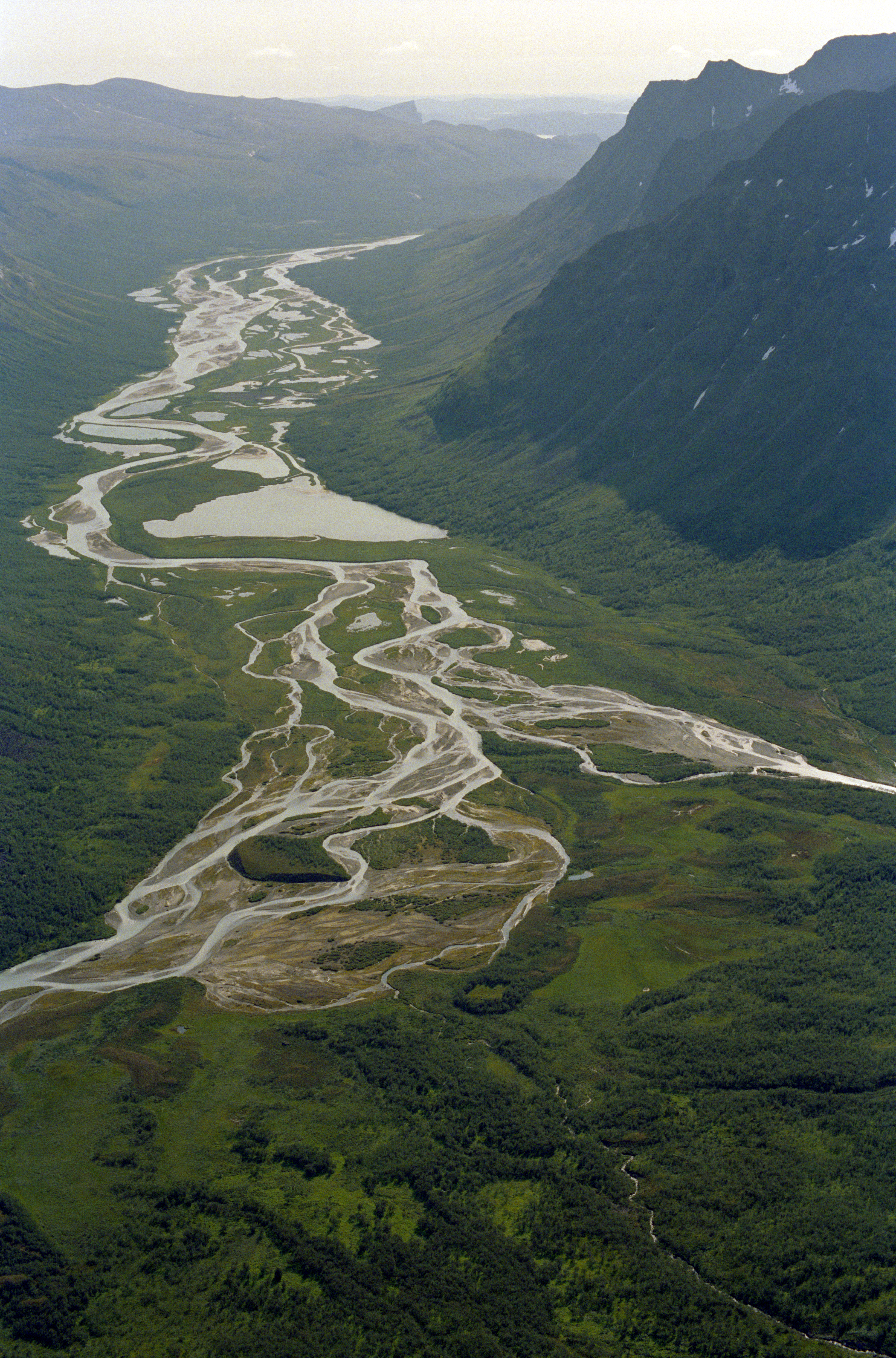
Les cours d'eau érodent les roches tout en déposant des sédiments, ici dans une vallée étroite en formant des méandres et entretenant des zones humides.

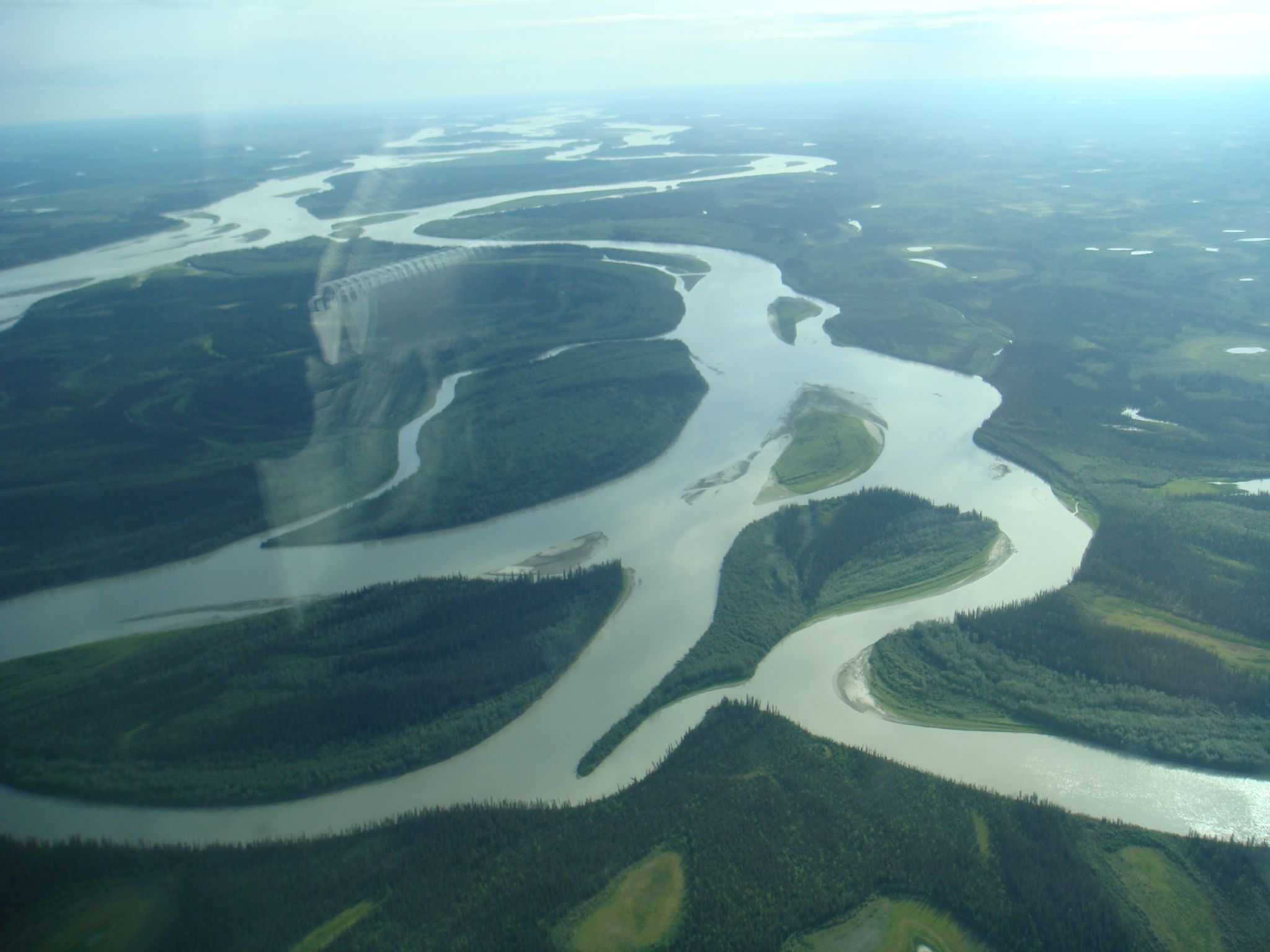
En plaine, les cours d'eau sauvages forment spontanément des Méandres et bras morts (ici : le fleuve Yukon vu d'avion).

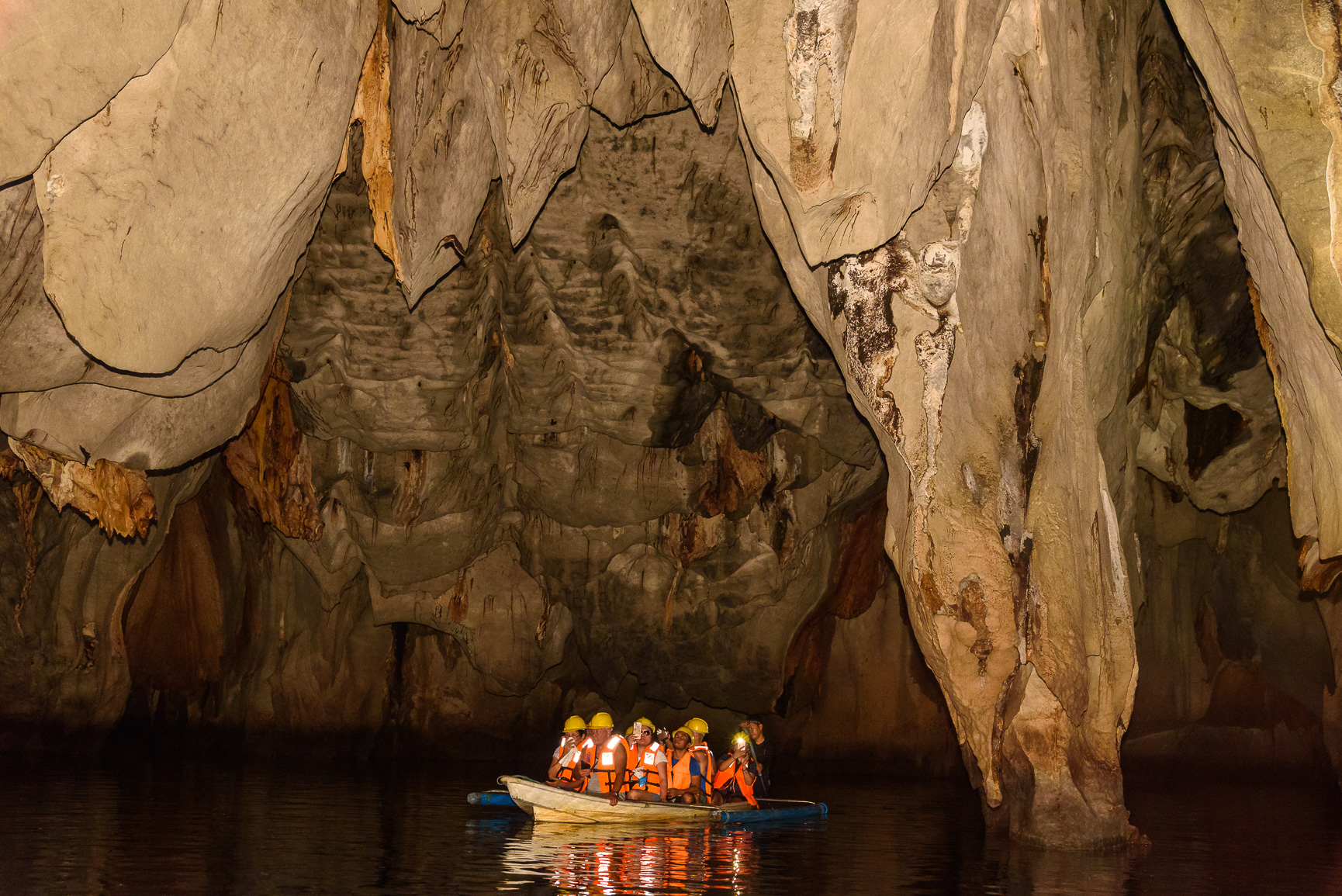
Un cas particulier est celui des rivières souterraines (qui parfois
se jettent en mer directement sous le niveau de la mer) ou peuvent donner lieu à des résurgence ou des exurgences (voir ci-dessous).

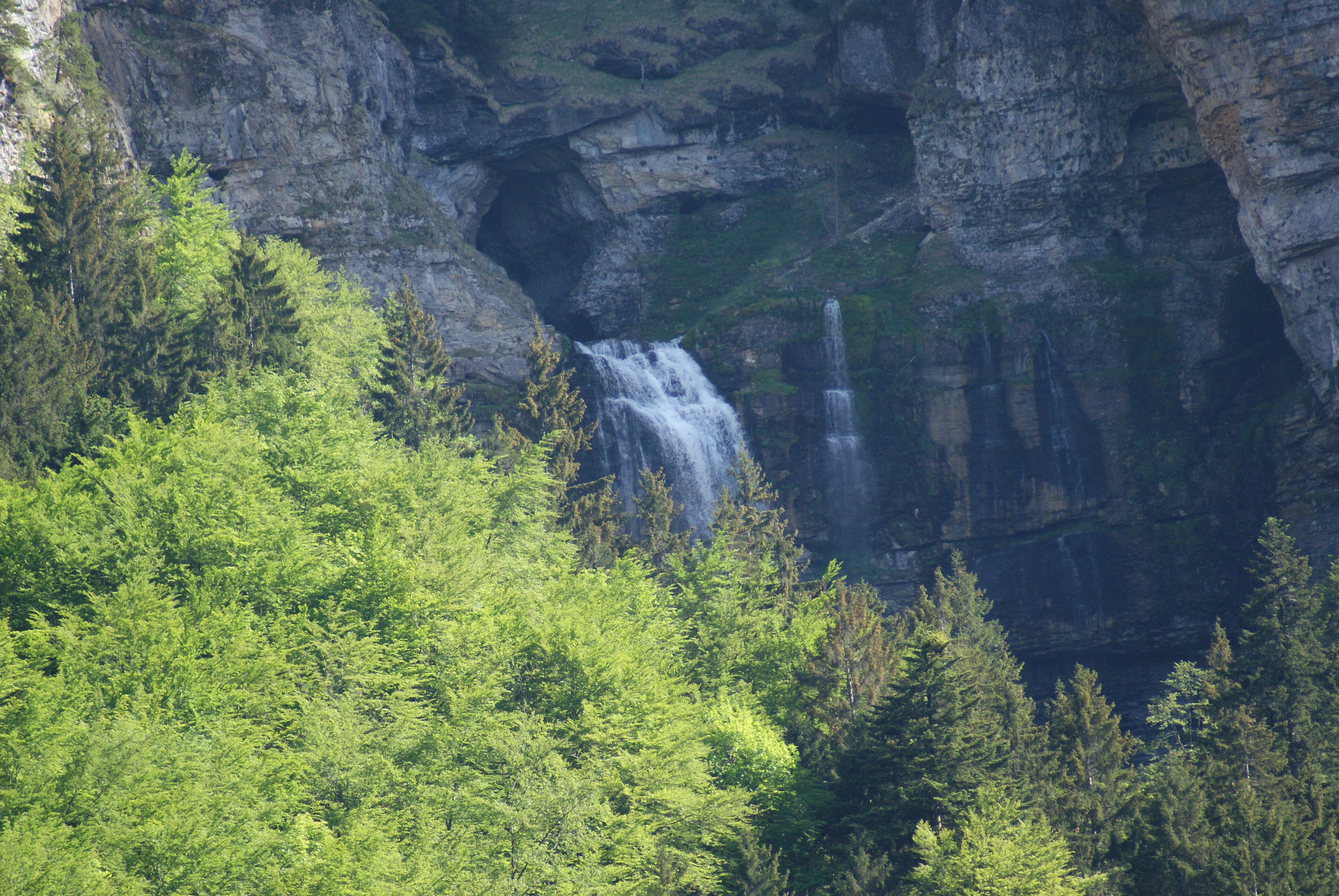
Résurgence du Guiers, dans le Cirque de Saint-Même.

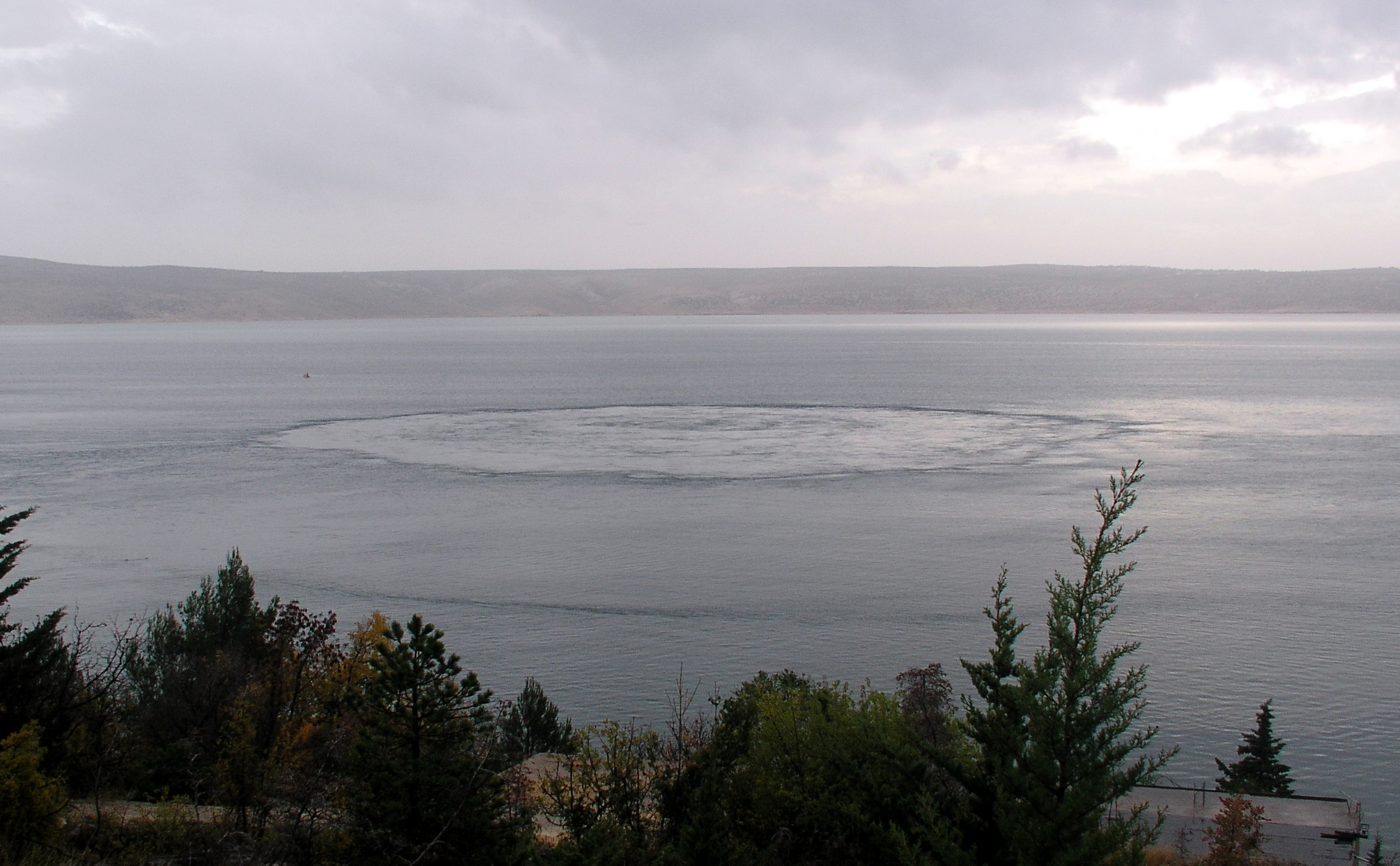
Exurgence sous-marine de Vruljés de Modric (près de Rovanjska en Croatie, issue d'un cours d'eau souterrain provenant du massif du Velebit).

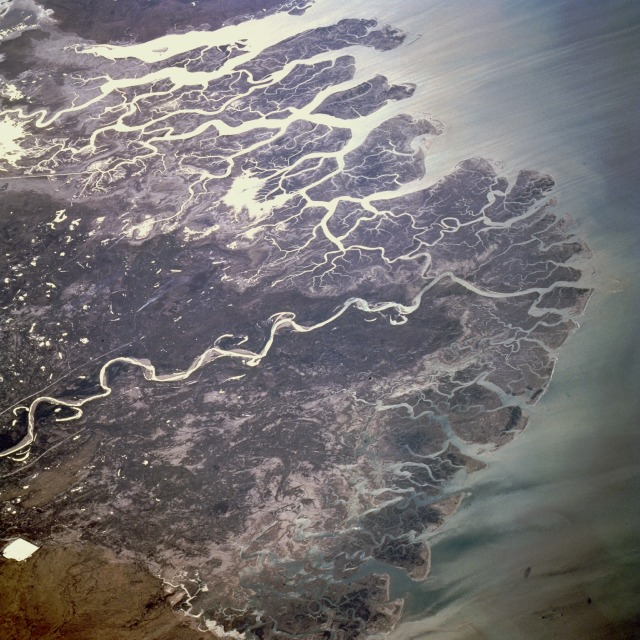
En se jetant dans la mer, le cours d'eau ralentit et abandonne ses sédiments formant un Delta (ici Delta de l'Indus, vue aérienne).

Classification dite de Strahler. Le cours d'eau est segmenté en sous-ensembles numérotés d'une arborescence utile pour l'étude d'un fleuve en complément de la notion de rive droite et rive gauche).

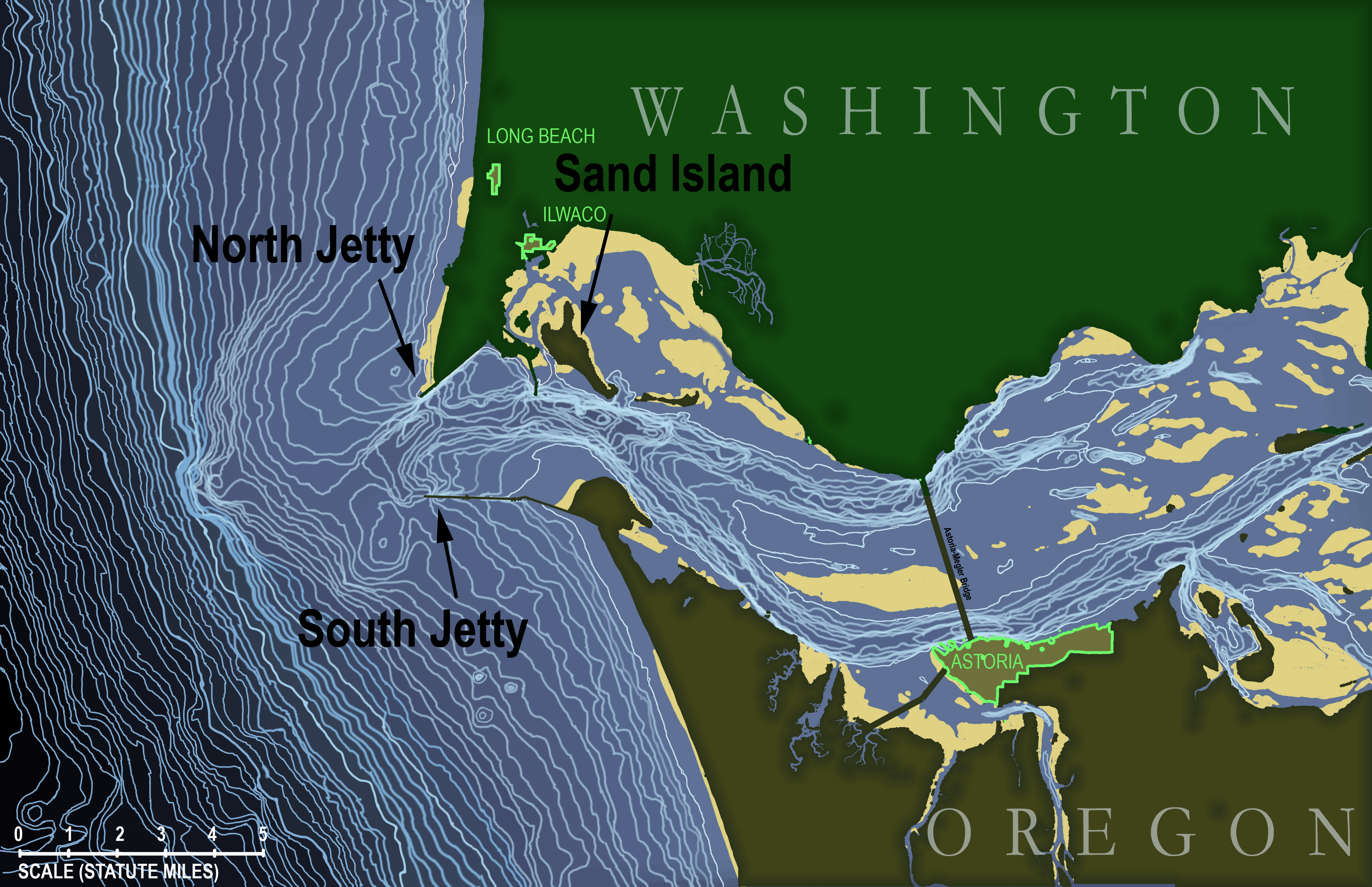
Estuaire du fleuve Columbia ; on distingue sous l'eau la forme d'un cône de déjection sédimentaire.

Pour les articles homonymes, voir Cours.
Un cours d'eau  est un écoulement terrestre d'eau liquide entre une source et une embouchure ou une confluence avec un débit à module supérieur à zéro. Ce flux d'eau est souvent continu mais il peut être temporaire sur une assez longue durée. Le lieu de cet écoulement est un chenal, généralement naturel. S'il est artificiel, on emploie plutôt le terme « canal ». Un cours d'eau peut être souterrain, et — là où le lit du cours d'eau est un substrat percolant — il peut être lié à des compartiments sous-fluviaux. Il existe quelques cours d'eau sans source.
Il a été récemment (2018) montré que la surface cumulée des cours d'eau de la planète avait jusqu'ici été très sous-estimée, ainsi que leur contribution aux émissions de gaz à effet de serre.
Un grand nombre de mots, dans diverses langues dont le français, désigne les différents types de cours d'eau. Certains étant parfois ambigus, l'appellation générique « cours d'eau » est souvent préférée, sauf quand le contexte justifie un terme plus précis, apportant des informations supplémentaires nécessaires.

## Histoire
Au XIXe siècle, les cours d'eau étaient qualifiés par les francophones d'eaux courantes, par opposition aux « eaux stagnantes » jugées moins saines (sources de miasmes…). Depuis plusieurs millénaires, l'Homme cherche à domestiquer, endiguer, contrôler, exploiter certains cours d'eau (notamment comme moyen de déplacement et comme source d'énergie hydraulique via les moulins à eau, puis via les barrages hydroélectriques ou des turbines au fil de l'eau). À la fin du XXe siècle, les cours d'eau trouvent place dans le patrimoine écologique à protéger ou réhabiliter (via le concept de trame bleue en particulier, au sein du réseau écologique et de l'écologie du paysage)[réf. souhaitée].
Dans le contexte croisé du réchauffement climatique et des besoins croissants en eau de l'humanité (dont pour l'irrigation agricole et l'industrie), la fréquence et l'intensité des phénomènes d'assèchement augmentent dans de nombreuses régions du monde, de même paradoxalement que la fréquence et gravité des inondations dans certaines régions (en raison de changement d'usages de sols notamment).

## Typologie
- Rigole : peut désigner un filet d'eau s'écoulant en surface ou un sillon où s'écoulent les eaux de ruissellement ou de drainage ; peut aussi désigner un cours d'eau artificiel plus ou moins important destiné à alimenter un canal.
- Ru, ruisselet : tout petit ruisseau, de faible largeur (inférieure à un mètre), souvent au démarrage d'un écoulement.
- Ruisseau : petit cours d'eau[1], ni très large ni très long, alimenté par des sources naturelles d'eau, souvent affluent d'un étang, d'un lac ou d'une rivière. C'est la taille plus que le débit qui fait la différence entre un ruisseau et une rivière.
- Torrent : cours d'eau au débit rapide[1] et irrégulier, situé sur une pente plus ou moins prononcée, sur des terrains accidentés ou en montagne. Lors d'orages ou de pluies violentes[1], les torrents peuvent connaître des crues très brutales (rapides dans le temps) et très importantes (en volume). Principalement, on applique ce terme aux cours d'eau de montagne, au lit rocheux et encaissé, et ayant un débit rapide et pérenne. Dans les Pyrénées, ces cours d'eau portent le nom de gaves (Gave de Pau). Dans les Alpes, le mot « nant » est parfois utilisé (Nant Noir, Bon Nant). Dans le Massif des Vosges on parle souvent de « goutte » pour désigner les torrents.
- Oued (synonymes wadi, arroyo) : terme d'origine arabe désignant un cours d'eau temporaire dans les régions arides ou semi-arides. Son écoulement dépend des précipitations et il peut rester à sec pendant de très longues périodes.
- Ravine : désigne les cours d'eau des îles tropicales, se jetant dans la mer, et pouvant connaître des débits extrêmement importants à la suite de fortes pluies (principalement durant les cyclones tropicaux). Leur lit peut être très large et profond.
- Rivière : en hydrologie, ce terme désigne un cours d'eau moyennement important, à l'écoulement continu ou intermittent, suivant un tracé défini et se jetant dans un autre cours d'eau, un lac, une dépression ou un marais. En géographie physique, ce terme désigne un cours d'eau faiblement ou moyennement important, recevant de l'eau d'autres cours d'eau tributaires (les affluents), et se jetant dans un cours d'eau de plus grande importance.
- Fleuve : cours d'eau important, long[1] et au débit élevé, comptant de nombreux affluents et se jetant dans la mer (ou parfois dans une mer intérieure). Les fleuves côtiers sont de petits cours d'eau se jetant directement dans la mer.
- Endoréique : qualifie le drainage d'une dépression fermée (aboutissant à une étendue d’eau continentale).
- Exoréique : qualifie le drainage d’une dépression ouverte (aboutissant à la mer ou un océan).
- Cours d'eau non permanent (« intermittent »)  : dans certaines régions (vallées sèches, zones arides, régions très froides, zones de nappes fluctuantes, zones karstiques avec systèmes de siphons naturels, etc.) ou dans certaines circonstances (sécheresses, drainage, pompages excessifs), des cours d'eau peuvent n'être actifs que quelques jours, semaines ou mois par an[3].
- Cours d'eau souterrains : certains cours d'eau coulent en souterrain à travers des roches calcaires (karsts). En système karstique, un cours d'eau peut posséder des sections souterraines et d'autres en surface. Quand le flot émerge depuis l'intérieur vers la surface, c'est une résurgence ; quand il disparaît de la surface et s'enfonce vers un réseau souterrain, c'est une perte.
- Cours d'eau supraglaciaires (par opposition au cours d'eau sous-glaciaire) : Ce sont les rivières ou fleuves qui se forment et s'écoulent directement en été sur les calottes glaciaires et la banquise. Ils rejoignent directement la mer ou, souvent, ils perforent la couche de glace et rejoignent le dessous de glaciers qu'ils peuvent lubrifier dans leur déplacement vers la mer. Les cours d'eau supraglaciaires transfèrent de l'eau froide ou chaude, reliant le climat à l'hydrologie sous-glaciaire, laquelle influe sur le glissements de glaciers, le vêlage d'icebergs, la montée de la mer les flux de méthane sous-glaciaire émis en périphérie de la calotte polaire[4].

On parle aussi de systèmes « lotiques » (caractérisé par du courant) par opposition aux systèmes « lentiques » (faible courant ou eaux stagnantes ; mares, étangs, lac, réservoirs, bras-morts).

## Éléments et géomorphologie

### Amont et aval
La partie plus élevée du cours d'eau par rapport à l’observateur s'appelle l’amont, la partie moins élevée s'appelle l'aval.
Il faut se tourner dans le sens de l'écoulement du cours d'eau (de l'amont vers l'aval) pour définir la rive droite et la rive gauche d'un cours d'eau.

### Bras
Un bras est une partie d'un cours d'eau reliant souvent deux entités hydrographiques. On distingue : le « bras principal », le « bras secondaire », le « bras-mort » (où l'eau ne circule plus).

### Cours supérieur, moyen et inférieur

Représentation schématique du système fluvial constitué par le cours supérieur (1), moyen (2) et inférieur (3).

### Embouchure
Les fleuves se terminent par un estuaire, où l'eau salée et l'eau douce se mélangent. Quand ils charrient des volumes importants de sédiments, ils se divisent auparavant en formant un delta (Amazone, Yangtsé, Nil, Rhône, Danube, Rhin-Meuse, etc.).

### Lit
Le lit désigne tout l'espace occupé, en permanence ou temporairement, par un cours d'eau. On distingue le lit majeur du lit mineur, ce dernier étant la zone limitée par les berges. Le lit majeur est l'espace occupé par le cours d'eau lors de ses plus grandes crues.
On attribue à Brunetto Latini, encyclopédiste médiéval, la première utilisation du terme lit pour désigner l'espace occupé par un cours d'eau : « La rivière semble dormir, mais il lui arrive de sortir de son lit ».

### Méandres
Un méandre est une boucle formée par le cours d'eau.
Il peut être l'expression d'un cours (parfois provisoirement) plus paresseux au passage d'une pente moyenne à une pente faible, soit que le lit traverse un plateau de faible dénivellation, soit que le lit s'approche du littoral. Le méandre est alors pour le cours d'eau une zone de dissipation d'énergie hydraulique, et de dépôt de sédiment là où le courant ralentit quand le lit allonge et/ou élargit son parcours. Dans une telle configuration (on parle généralement de « style fluvial » de type « méandre »), le cours d'eau forme des méandres successifs qui acquièrent des caractéristiques ondulatoires (longueur d'onde, amplitude, sinuosité notamment) dont les paramètres dépendent de l'énergie hydraulique de l'écoulement morphogène et de la nature des sols traversés.
Dans des terrains « érodables », les méandres formés peuvent sur creuser le substrat (sédimentaire en général) et/ou rapidement migrer transversalement ou longitudinalement, ou encore les deux à la fois. En région de plateau, une succession de méandres peut s'inscrire dans les roches dures (ex. : méandres de la Seine).
Le rescindement des méandres (quand les deux parties amont et aval se rejoignent) provoque la création de bras-morts appelés « délaissés » dans le contexte des cours d'eau navigables. À l'endroit précis où le « court-circuit » a lieu, l'écoulement d'eau après se fait perpendiculairement au sens originel, ce qui accentue la migration du méandre immédiatement en aval. Une rivière où observer ce phénomène est la rivière de l'Aigle, en Outaouais, au Québec. Si on compare la carte topographique de 1990 aux photos aériennes récentes, on observe au moins quatre nouveaux méandres délaissés, dans les 20 derniers kilomètres de la rivière.

## Profil
En fonction de l'altitude des principaux points d'un cours d'eau (de sa source à son embouchure) et en fonction des distances qui séparent ces différents points, il est possible de représenter le profil d'un cours d'eau. Ce tracé permet de représenter la « pente du fleuve » et d'éventuelles ruptures de dénivellation (seuils, sauts, cascades…). Un modèle numérique de terrain permet maintenant de représenter et numériser un bassin versant entier.

## Hydrologie
L'étude des cours d'eau est généralement nommée hydrologie, bien qu'il faille en fait distinguer :
- l'hydrométéorologie qui étudie le cycle de l'eau et notamment la transformation des pluies en débits ;
- l'hydraulique qui étudie plus spécifiquement les écoulements, et notamment la transformation des débits en hauteurs et vitesses de courant dans un lit ou une vallée ;
- l'hydrogéologie qui étudie les écoulements souterrains.

## Écologie
Un cours d’eau fait partie d’un écosystème aquatique, le plus souvent lotique, parfois fragile. Selon ses caractéristiques géographiques, géomorphologiques, hydrologiques, il abrite une flore et une faune spécifique, souvent très diversifiée s'il est resté relativement naturel et peu pollué.
Tout cours d'eau du fait de sa morphologie, ses variations saisonnières de hauteur et de courant, ses connexions avec divers habitats naturels (connexes ou non) et via sa faune associée est un facteur important de distribution des plantes et de la faune dans le paysage.
Au sein de la géomorphologie, l'hydromorphologie est donc un domaine important de l'écologie du paysage.
Il existe trois types de courants : lentique (courant faible), lotique (courant rapide) et hyporhéique (courant souterrain, sol saturé en eau).

## Biogéochimie et rétroactions entre cours d'eau et climat
Le débit saisonnier et la géographie des cours d'eau sont fortement contrôlés par le relief et le climat (fonte des neiges ou de glaces, pluviométrie…). Or le climat change. En outre, les scientifiques montrent aussi que les cours d'eau peuvent — en retour — également modifier le climat ; plus qu'on ne le pensait. Ces modifications du climat par les cours d'eau se font principalement de deux manières : le recyclage de l'eau vers l'atmosphère et l'échange gazeux (CO2) avec l'atmosphère. 

### Recyclage de l'eau vers l'atmosphère
Sur leurs chemins entre la source et la mer, les cours d'eau alimentent en eau (directement ou via les nappes) une importante biomasse de plantes aquatiques et terrestre (arbres notamment). Une part importante de l'eau des cours d'eau est ainsi recyclée vers l'atmosphère, via les embruns, l'évaporation et via l'évapotranspiration bien avant d'arriver en mer, contribuant au climat et à la pluviométrie qui caractérise le bassin versant.

### Échange gazeux (CO2) avec l'atmosphère.
Depuis peu[Quand ?], les biogéochimistes ont montré que ces mêmes cours d'eau (plus ou moins turbulents selon le type de cours d'eau, la saison et leur degré d'artificialisation ou d'exploitation par l'Homme) libèrent — à leur interface avec l'atmosphère — des quantités très significatives de gaz. Parmi ces gaz figurent l'oxygène, mais aussi du CO2 et du méthane, deux puissants gaz à effet de serre. La nature des échanges chimiques et gazeux avec l’atmosphère varie en fonction de plusieurs facteurs, dont : le type de cours d'eau ; le contexte anthropique et naturel du bassin-versant ; la saison ; le climat local moyen et des variations météorologiques à ce jour imprévisibles.
Selon une estimation récente (publication 2018), l'émission mondiale de CO2 par les cours d'eau n'est pas négligeable (certains auteurs parlent même de « Hot-spot » d'émissions de GES) : vers 2015 cette contribution aux émissions de CO2 a été revue à la hausse : Le émissions de CO2 des cours d'eau seraient au moins équivalentes au cinquième (20 %) des émissions combinées de la combustion de combustibles fossiles et de la production de ciment,. Les zones humides étant aussi des puits de carbone, il faut raisonner en termes de bilan global du carbone ; en 2018 - tout comme pour les émissions estuariennes de gaz à effet et celles de nombreuses zones humides intérieures, les émissions de GES des cours d'eau (canaux notamment) sont encore a priori très sous-estimées. Ceci implique qu'elles ont été insuffisamment prises en compte par les modélisations disponibles du cycle du carbone. Pour estimer ces émissions il faut connaître la surface réelle des interfaces eau/air des cours d'eau. L'imagerie satellitaire a récemment permis de mieux estimer cette surface pour les fleuves, rivières et ruisseaux (voir Palmer et Ruhi ; Allen et Pavelsky). Ce travail a montré qu'on avait fortement sous-estimé (d'environ un tiers) la surface totale des fleuves, rivières et ruisseaux de la planète Terre. De plus, à partir de mesures faites sur quelques estuaires, d'autres études avaient déjà montré qu'on avait aussi gravement sous-estimé les émissions de gaz à effet de serre des estuaires et de leurs bouchons vaseux. Les émissions de gaz à effet de serre des surfaces en eau ont probablement été très exacerbées par les activités anthropiques (cf. apport de matière organique via l'érosion anthropique ; eutrophisation par la pollution azotée, dont par les engrais chimiques utilisés en agriculture ; épuration insuffisante des eaux usées urbaines ; turbidité de l'eau exacerbée par la motorisation de plus en plus puissante de péniches de plus en plus lourdes, etc.).
À échelle mondiale, le flux total de gaz passant à l'état de traces (CO2 notamment) entre cours d'eau et atmosphère dépend de la proportion de la surface terrestre recouverte par le réseau hydrographique, qui était moins bien connu qu'il n'y parait. Il existe une base de données mondiale sur l'hydromorphologie des cours d'eau plans (il faudrait aussi idéalement prendre en compte les caractéristiques de cascades, etc.) dont l'analyse statistique montre qu'en considérant leur niveau moyen de débit annuel, l'ensemble des cours d'eau de la planète couvre une surface équivalente à 773 000 km2, avec une marge d'erreur estimée à ± 79 000 km2. Autrement dit ces cours d'eau couvrent environ 0,58 % (± 0,06 %) de la surface terrestre (non-englacée ; c'est-à-dire hors calottes polaire et glaciers, mais une étude récente montre que des cours d'eau se forment sous les calottes et peuvent émettre du méthane issu des clathrates piégés sous les glaces anciennes). Cette surface (773 000 km2) semble faible proportionnellement à la surface de la planète, mais outre que ces cours d'eau sont des Hot-spots d'émission de GES, il s'avère qu'il couvrent une surface 44 % (± 15 %) plus grande que ce qui avait été précédemment estimé.
Le rôle climatique de ces cours d'eau est donc probablement plus important qu'on ne le pensait (en termes de flux de gaz à effet de serre, de rétroactions climatiques locales et globales immédiates et différées dans l'espace et dans le temps). Il convient donc d'affiner et corriger les calculs de budgets mondiaux du carbone. Il faut en outre ajouter à ces émissions celles des rizières, des tourbières et des zones humides intermittentes qui selon un calcul récent — jugé « prudent » par ses auteurs — sont aussi sources de GES, y compris durant le temps de leur exondation : elles augmenteraient le bilan des émissions de carbone mondial de 0,22 Pg C/an, soit environ 10 % des flux totaux,.

## Droit

### En droit romain
En droit romain, le cours d'eau est aqua profluens, une eau courante, et par là, res communis, c'est-à-dire un bien commun (qui ne peut pas être approprié) et qui appartient à tous et accessible et utilisable par tous.

### En droit français
La loi du 8 août 2016 pour la reconquête de la biodiversité, de la nature et des paysages introduit dans le code de l'environnement une définition des cours d'eau. L'article 118 de cette loi insère l'article L.215-7-1 dans le code de l'environnement précisant:

« constitue un cours d'eau un écoulement d'eaux courantes dans un lit naturel à l'origine, alimenté par une source et présentant un débit suffisant la majeure partie de l'année. L'écoulement peut ne pas être permanent compte tenu des conditions hydrologiques et géologiques locales,. »

Cette définition remplace une circulaire du ministère de l'Écologie et du Développement durable du 2 mars 2005, précisait que la qualification de cours d'eau repose essentiellement sur les deux critères suivants :
- la présence et la permanence d'un lit naturel à l’origine, distinguant un cours d'eau d'un canal ou d'un fossé creusé par la main de l'homme mais incluant un cours d'eau naturel à l'origine mais rendu artificiel par la suite, sous réserve d'en apporter la preuve ;
- la permanence d'un débit suffisant une majeure partie de l'année apprécié au cas par cas par le juge en fonction des données climatiques et hydrologiques locales et à partir de présomptions au nombre desquelles par exemple l'indication du « cours d'eau » sur une carte IGN ou la mention de sa dénomination sur le cadastre.

Dans un arrêt du 21 octobre 2011, le Conseil d’État avait confirmé la pertinence de ces critères pour la définition d’un « cours d’eau », dès lors jurisprudentielle. Cet arrêt EARL Cintrat du 21 octobre 2011 conférait une force juridique à la circulaire du ministère de l'Écologie et du Développement durable du 2 mars 2005 (Circ. min. Écologie, 2 mars 2005 relative à la définition de la notion de cours d'eau).
Le « cours d’eau » est une expression fréquente en droit de l’Environnement, non seulement au titre des activités dites « IOTA » (soumises à la loi sur l’eau) mais aussi s’agissant des installations classées (ICPE). En effet, plusieurs rubriques de la nomenclature des ICPE imposent aux équipements industriels des précautions vis-à-vis de « cours d’eau » (une distance minimale).
Certains cours d'eau ont cependant été redéfinis pour ne pas avoir à les protéger de sources de pollution telles que les pesticides,.

### En droit québécois
La définition de cours d'eau au Québec se réfère à la Loi sur la Qualité de l'environnement et à la Loi sur les compétences municipales.

## Cartographie

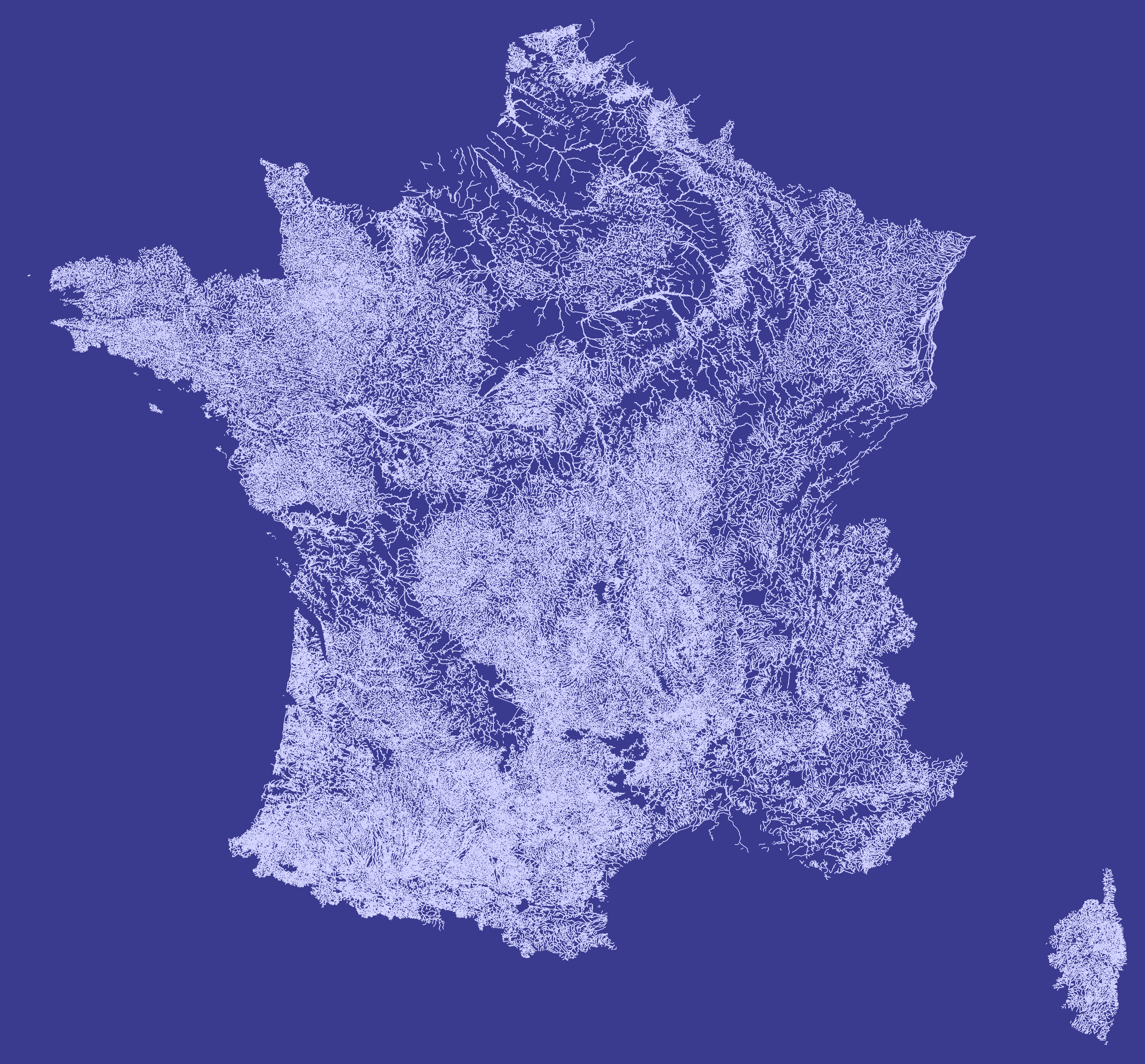
Carte de France du réseau hydrographique.

### Cartographie des cours d'eau
Exemple de cartographie des cours d'eau dans le département d'Indre-et-Loire.